# Campsiura kerleyi
Campsiura kerleyi är en skalbaggsart som beskrevs av Franz Antoine 2006. Campsiura kerleyi ingår i släktet Campsiura och familjen Cetoniidae. Inga underarter finns listade.